# Olga Surkova
Pour les articles homonymes, voir Sourkov.

a Compétitions nationales et continentales officielles uniquement.

b Matchs officiels uniquement.
Olga Surkova (en ukrainien : Ольга Суркова), née Olga Blunutsa (Ольга Блануца) le 27 août 1987 à Voznessensk, est une joueuse ukrainienne de rugby à sept.

## Biographie
Née le 27 août 1987 et originaire de Voznessensk, elle étudie à l'université agraire d'État (uk) d'Odessa. Elle découvre le rugby à sept en 2009, intégrant l'équipe locale de rugby à sept d'Оtrada (Отрада) avec laquelle elle sera sacrée championne nationale à plusieurs reprises.
Elle intègre dès cette année l'équipe nationale d'Ukraine de rugby à sept, dont elle occupe le rôle de capitaine ; l'équipe participe entre autres au tournoi sur invitation du tournoi de Dubaï. Elle pratique plus tard au sein du club des White Angels (Белые Ангелы), toujours à Odessa.
En 2017, avec une sélection de joueuses d'Odessa, elle représente le club de Politehnica Iași avec lequel elle remporte le championnat de Roumanie de rugby à sept.
Après avoir mis un terme à sa carrière de joueuse en 2019, elle prend en charge l'équipe nationale en tant que manager, puis œuvre pour le développement de la pratique féminine du sport dans la région d'Odessa et plus globalement au niveau national, travaillant pendant deux ans, de 2018 à 2020, à la commission des femmes au sein de la fédération ukrainienne,. Elle intervient également en tant qu'arbitre, et sera reconnue en 2020 en tant que meilleure arbitre du pays.
En mars 2022, elle se voit attribuer une bourse d'études par la fédération internationale World Rugby, dans le cadre du programme Women In Rugby récompensant annuellement des dirigeantes toutes nationalités confondues pour leur action dans le développement de la pratique féminine de rugby.
Au début de l'invasion de l'Ukraine par la Russie en 2022, Olga Surkova et son fils Igor fuient le pays ; ils sont invités et hébergés par des membres du club de rugby du CA Périgueux en France, avec lesquels elle avait collaboré par le passé. Elle y obtient une licence afin de pouvoir travailler en tant qu'entraîneuse auprès de l'école de rugby,,.